# Trastorno del cortejo
El trastorno del cortejo es un constructo teórico en sexología propuesto por el médico y sexólogo Kurt Freund en el que un cierto conjunto de parafilias son vistas como instancias específicas de instintos anómalos de cortejo en seres humanos.  En particular, se refería a las parafilias de la biastofilia (violación parafílica), exhibicionismo, frotismo, escatología telefónica y voyerismo. De acuerdo con la hipótesis del trastorno del cortejo, existe un proceso de cortejo típico de la especie humana que consta de cuatro fases, de forma que anomalías en diferentes fases dan lugar a uno de tales intereses sexuales parafílicos. Según la teoría, en lugar de tratarse de parafilias independientes, estos intereses sexuales son síntomas individuales de un solo trastorno subyacente.

## Hipótesis del trastorno del cortejo
De acuerdo con la hipótesis del trastorno del cortejo, el proceso de cortejo típico de la especie humana consta de cuatro fases:  «(1) buscar y evaluar parejas sexuales potenciales, (2) interacción pretáctil con tales parejas, por ejemplo, sonreírles o hablarles, (3) interacción táctil con ellas, por ejemplo abrazos o caricias (4) y luego la relación sexual».
Las asociaciones entre estas fases y las parafilias fueron descritas por primera vez por Kurt Freund, quien propuso la teoría: alteraciones en la fase de búsqueda del cortejo se manifiestan como voyerismo, mientras que alteraciones en la fase de interacción pretáctil se manifiestan como exhibicionismo o escatología telefónica. Asimismo, alteraciones en la fase de interacción táctil se manifiestan como toquerismo o frotismo, mientras que la ausencia de todas las fases de comportamiento de cortejo se manifiesta como violación parafílica (es decir, biastofilia, un interés parafílico en la violación). Para Freund, tales parafilias «pueden conceptualizarse como una preferencia por un patrón de comportamiento o fantasía erótica en la que una de estas cuatro fases de interacción sexual se intensifica y distorsiona a tal medida que pareciera ser una caricatura de lo normal, mientras que las fases restantes se omiten en su totalidad o se conservan solo de manera vestigial».
Freund comentó que el troilismo (parafilia consistente en observar a la pareja sexual/romántica interactuando sexualmente con un tercero, generalmente sin que este último lo sepa) podría tratarse también de un trastorno del cortejo,  constituyendo una variante del voyerismo.
Qué comportamientos son apropiados depende del contexto social y cultural, incluyendo el tiempo y el lugar. Algunas conductas que son inaceptables en la mayoría de las circunstancias, tal como la desnudez en público o el contacto sexual entre bailarines, pueden ser aceptadas o incluso fomentadas durante celebraciones tales como los carnavales o el Mardi Gras. Cuando tales festividades culturales alteran conductas normativas de cortejo, es posible que los signos de trastorno del cortejo queden enmascarados o alterados.

## Evidencia y aceptación de la teoría
Las parafilias dentro del espectro del trastorno del cortejo coocurren con mayor frecuencia que con parafilias fuera de tal espectro.    De acuerdo con el modelo del trastorno del cortejo, existe una causa común subyacente para estas parafilias en los hombres que explica tal coocurrencia.
El trastorno del cortejo es citado ampliamente tanto por sexólogos como por científicos forenses como uno de los modelos de parafilias más predominantes.  Según Murphy y Page, «la teoría del trastorno del cortejo de Freund es una de las pocas teorías específicas al exhibicionismo». De acuerdo con Lavin (2008), «la teoría de Freund, más que las demás, deja claro que el orden de las actividades... tiene importancia clínica».
Knight y Longpré enfatizan que, si bien Freund sustentó su hipótesis en la mayor comorbilidad de los trastornos de cortejo propuestos entre personas con parafilias, los datos en apoyo de esta idea no son ni robustos ni convincentes, en particular para el caso de la violación «preferencial» o parafílica. Con todo, estos autores señalan que a pesar de sus problemas, el modelo ha recibido prominencia al ser usado como un esquema organizativo para las parafílias en el DSM-5.
John Money propuso una taxonomía alternativa de las parafilias con base en la teoría, describiendo el espectro de intereses parafílicos en términos de «mapas de amor» o «mapas amorosos»  (en inglés: lovemaps), esquemas lingüísticos que guían la negociación para alcanzar la satisfacción y la adaptación sexual, y que se manifiestan en la fantasía y se materializan en la actuación. Money planteó que durante el desarrollo sexual, distintas parafilias surgen de diferentes compromisos entre motivaciones amorosas y lujuriosas, y que en el caso de los parafílicos, la actividad sexual funciona al servicio de la lujuria, pero de acuerdo con transformaciones anómalas específicas de los mapas amorosos.